# Östhammars kyrka
Östhammars kyrka är en kyrkobyggnad som tillhör Frösåkers församling i Uppsala stift. Fram till 2006 hörde kyrkan till Östhammars församling som sedan uppgick i Frösåkers församling. Kyrkan ligger vid norra sluttningen av ett berg i staden Östhammar. Numera är kyrkplatsen helt omgiven av bebyggelse.

## Kyrkobyggnaden
Östhammars kyrka har en stomme av gråsten och består av ett rektangulärt långhus med tresidigt kor i öster. Vid västra kortsidan finns ett kraftigt kyrktorn krönt med åttakantig lanternin. Vapenhuset är inhyst i tornets bottenvåning. Norr om koret finns en vidbyggd sakristia. Ytterväggarna är belagda med puts. Yttertaket är klätt med plåt, medan tornets lanternin är klädd med kopparplåt och kröns av ett kors. Kyrkorummet har vitputsade väggar med en grå marmorerad taklist högst upp. Innertaket har ett tunnvalv byggt av brädor.

### Tillkomst och ombyggnader
1660 fick Östhammars stad rätt att bygga egen kyrka. Tidigare brukade Östhammarsborna besöka den näraliggande Börstils kyrka där de hade bänkplatser. 1663 påbörjades bygget av kyrkan och efter lång byggnadstid ägde invigningen rum 1675. Nuvarande sakristia vid norra sidan uppfördes 1735–1736. Kyrkan förlängdes åt öster 1760–1761 med nuvarande tresidiga kor som ersatte ett tidigare rakt kor. 1770–1772 förlängdes kyrkan åt väster. 1829 var klockstapeln i så dåligt skick att man beslöt att ersätta den med ett kyrktorn. Dock dröjde det till 1845 innan tornbygget kom igång. Material till tornet togs från kyrkogårdsmuren. Under 1890-talet fick fönstren nuvarande form med rundbågar. Yttertakets beläggning byttes till plåt från tidigare beläggning av tjärad papp. Fram till 1840-talet var takbeläggningen tjärade spån. 
1925 genomgick kyrkan en större restaurering under ledning av arkitekt Sven Brandel, med syfte att återskapa kyrkorummets 1700-talskaraktär. Nuvarande öppna bänkinredning tillkom då och en ingång togs upp på sakritians östra vägg. Interiören genomgick en omfattande restaurering 1989.

## Inventarier
- Predikstolen förfärdigades omkring 1740 av Olof Gerdman. På 1800-talet övermålades predikstolen, men 1960 återställdes de ursprungliga färgerna. Ljudtaket har på undersidan en skulptur föreställande den Helige Andes duva.
- Altaruppsatsen är från 1600-talet. Dess oljemålning har Jesu korsfästelse som motiv.
- Nattvardskärl med tillhörande paten är båda av förgyllt silver och skänkta till kyrkan på 1600-talet av landsdomaren Niclas Skunck. Inga tydliga stämplar finns som anger tillverkare eller tillverkningsår. En vinkanna i stopform är skänkt till kyrkan av landsdomarens son, ryttmästaren Carl Skunck och dennes hustru.
- En oval oblatask med fyra lejontassformade fötter och blomma på locket är enligt stämplar tillverkad 1799 av inspektorn Per Nydal i Gävle.
- Altarbordet tillkom vid restaureringen på 1890-talet och har en insatt trärelief som föreställer nattvardens instiftelse. Träreliefen har troligen prytt kyrkans första altare under 1600-talet.
- På ett sidoaltare vid korets södra vägg finns en altartavla som kom till kyrkan 1873. Målningen är utförd av professor Carl Staaff och har motivet Jesus i Getsemane.
- I kyrkorummets mittgång finns tre ljuskronor av malm. I öster hänger en 24-armad ljuskrona, skänkt till kyrkan 1760. I mitten hänger en 16-armad ljuskrona som är skänkt 1683. Tredje kronan är skänkt till kyrkan 1734.
- Två nummertavlor hänger på varsin sida om korfönstret. Tavlorna är omnämnda i en inventarieförteckning från 1779. Ornamentens former tyder på att tavlorna är från mitten av 1700-talet.
- I tornet hänger tre kyrkklockor som är gjutna 1742 av G. Meyer i Stockholm.

### Orgel
- Före 1773 fanns ingen orgel i kyrkan.[1]
- Första orgeln byggdes 1811 av Per Strand i Stockholm och har flyttats till Kalmar kyrka. Av de nuvarande är huvudorgeln byggd 1875 av orgelbyggare Erik Adolf Setterquist i Örebro och har samtida fasad. Kororgeln beställdes 1998 hos Karl Nelson Orgelbyggeri.[2][3]

## Omgivning
Sydväst om kyrkan fanns en rödmålad klockstapel av trä byggd på 1680-talet av Lars Mickelsson Steinholz, som var konstmästare vid Dannemora gruva. Stapeln revs på 1800-talet när nuvarande kyrktorn uppfördes.
1737 fick Östhammar rätt att anlägga begravningsplats. Adventssöndagen 1748 invigdes den nya begravningsplatsen. I sluttningen sydöst om kyrkan har man byggt en likkällare.
Kyrkogården omges av en gråstensmur som delvis lades om 1932 för att ersätta partier som togs bort under senare hälften av 1800-talet. Vid kyrkogårdsmurens sydvästra del finns en stiglucka uppförd 1925 efter ritningar av Sven Brandel.

### Webbkällor
- Upplandia.se - En site om Uppland
- Öregrund förr och nu
- Östhammars kyrka i Uppsala stift